# Mundus (Heermeister)
Mundus († 536) war ein oströmischer Feldherr unter Kaiser Justinian I.
Über sein frühes Leben ist wenig bekannt, außer dass er als Glücksritter und Söldner in hunnischen Diensten gekämpft hat und offenbar ein Gepide war. Im Jahre 529 wurde Mundus (Mundo) dann vom Kaiser Justinian zum magister militum für die oströmischen Truppen in Illyricum und an der Donaugrenze ernannt. In dieser Funktion gelang es ihm, einen Einfall der Slawen und Hunno-Bulgaren zurückzuschlagen. 531 unterstützte er den Feldherrn Belisar bei den Kämpfen im Osten gegen die Sassaniden, wo er an der Schlacht von Callinicum teilnahm (siehe auch Römisch-Persische Kriege). Mundus wurde nach der Schlacht als Nachfolger Belisars zum magister militum per Orientem ernannt. 532 wurde er nach Konstantinopel abberufen, wo er den Nika-Aufstand miterlebte. Mundus verhielt sich loyal zum Kaiser und half dabei mit, die Unruhen gewaltsam zu ersticken und die Anhänger des Gegenkaisers Flavius Hypatius im Hippodrom niederzumachen.
Zu Beginn des Gotenkrieges führte er im Jahre 535 die Truppen an der illyrischen Front und eroberte die Stadt Salona, bereits im nächsten Jahr kam er jedoch bei den Kämpfen ums Leben.
Wichtigste Quelle für das Leben des Mundus ist Prokopios von Caesarea.